# Битка код Ронсвоа
Битка код Ронсвоа (енгл. Battle of Roncevaux Pass, шп. Roncesvalles) била је окршај између Баска и франачке војске 15. августа 778. Завршена је тешким поразом Франака.

## Битка
При повлачењу војске Карла Великог из Шпаније, где се борила са Арабљанима, 15. августа 778. нападнута је њена заштитница у кланцу Ронсво у Пиринејима (на граници Француске и Шпаније) од Баска под командом Бернарда дел Карпија (шп. Bernardo del Carpio). Изненађена и опкољена, заштитница је претрпела велике губитке. Погинуло је мноштво франачких витезова, међу њима и опевани јунак Роланд, заповедник Бретањске крајине, а Карло Велики се једва спасао.
Битка је послужила као инспирација за Песму о Роланду и бројна дела средњовековне књижевности.